# Ben Darwin
Pour les articles homonymes, voir Darwin.
Pas d'image ? Cliquez ici

a Compétitions nationales et continentales officielles uniquement.

b Matchs officiels uniquement.
Dernière mise à jour le 3 septembre 2015.
Benjamin John Darwin, né le 17 octobre 1976 à Crewe (Australie), est un joueur de rugby à XV qui a joué avec l'équipe d'Australie. Il évolue au poste de pilier (1,85  m et pèse 114  kg).  
Il a été entraîneur adjoint de la franchise Western Force qui joue dans le Super 14 de 2006 à 2008.

## Carrière

### En club
- ACT Brumbies

Il a remporté le Super 12 en 2001.

### En équipe nationale
Il a fait partie de l'équipe d'Australie des moins de 21 ans.
Il a eu sa première sélection le 30 juin 2001 contre les Lions britanniques.
Il a disputé six matchs de la coupe du monde de 2003, dont quatre comme titulaire.
Une blessure l’a contraint à mettre fin à sa carrière de joueur en 2003. En 
demi-finale de coupe du Monde de rugby, en 2003, la Nouvelle-Zélande affronte l'Australie. Lors d'une mêlée, Ben Darwin sent son cou céder et hurle "neck, neck neck". Aussitôt, son vis-à-vis direct Kees Meeuws stoppe sa poussée et se met en protection de Darwin, permettant probablement de lui éviter une fracture cervicale aux conséquences dramatiques. Ce réflexe de sauvegarde sera salué par l'ensemble du monde du rugby, à commencer par le principal intéressé, Ben Darwin. Malheureusement, Darwin devra mettre un terme à sa carrière à la suite de cette blessure.

## Palmarès

### En club
- Vainqueur du Super 12 en 2001

### En équipe nationale
- Deuxième de la coupe du monde 2003
- Nombre de matchs avec l'Australie : 28
- Sélections par année : 9 en 2001, 8 en 2002, 11 en 2003